# Setge de Jerusalem (1187)
El setge de Jerusalem es va portar a terme del 20 de setembre al 2 d'octubre de 1187. El seu resultat va ser la reconquesta de Jerusalem per Saladí i el col·lapse gairebé total del Regne de Jerusalem. La presa de Jerusalem pels musulmans va servir de pretext per a l'inici de la Tercera Croada.

## Antecedents
Jerusalem tenia, abans de la conquesta musulmana una població d'entre 100.000 i 120.000 francs, catòlics d'origen europeu, i entre 300.000 i 360.000 cristians o musulmans, dels quals dues terceres parts vivien al camp, i s'estima que hi havia uns 20.000 esclaus musulmans.
Els atacs del cavaller Reinald de Chatillon contra caravanes i pelegrins musulmans va ser el principal desencadenant de la guerra que acabaria amb els regnes croats. L'any 1187 el rei de Jerusalem, Guiu de Lusignan va convocar un gran exèrcit per fer front a Saladí i va sortir al seu encontre. La batalla de Hattin va tenir lloc en uns turons coneguts com les Banyes de Hattin, on l'exèrcit croat, debilitat per la manca d'aigua, fou derrotat. Lusignan va ser capturat i també Châtillon a qui, segons la llegenda, Saladí va tallar el coll amb la seva pròpia espasa. Els cavallers dels ordes religiosos van ser aniquilats gairebé del tot, i els supervivents van haver d'escollir entre la conversió o la mort, tot i que Saladí va tractar bé els presoners de més renom.
Desaparegut el gruix de l'exèrcit croat, Saladí es va veure lliure d'atacar la ciutat de Jerusalem, defensada per Balian d'Ibelin, Sibil·la de Jerusalem i el patriarca Heracli. Balian d'Ibelin havia demanat a Saladí pas segur a Jerusalem amb la finalitat de recuperar la seva dona Maria Comnena i la seva família. El permís li fou concedit a condició de no prendre les armes en contra seva i no romangués a Jerusalem durant més d'un dia. En arribar a la Ciutat Santa, el patriarca Heracli, la reina Sibil·la i els habitants li van pregar que es fes càrrec de la defensa de la ciutat. Heracli va demanar-li que romangués pel bé del cristianisme oferint-li l'exempció del jurament. Balian va acceptar i va comunicar la seva decisió a Saladí, que es trobava a Ascaló, mitjançant una diputació de burgesos que va rebutjar les propostes del sultà per a una rendició negociada de Jerusalem. Tot i això, Saladí va disposar una escorta per acompanyar Maria, els seus fills i tota la seva família a Trípoli.
Com a senyor de més alta jerarquia que romania a Jerusalem, Balian va ser vist pels musulmans com el de més alt rang més o menys equivalent al d'un rei. Balian va trobar una situació calamitosa a la ciutat, plena de refugiats que fugien de Saladí, arribant més diàriament. Hi havia menys de catorze cavallers en tota la ciutat, motiu pel qual va armar seixanta nous cavallers d'entre les files dels escuders i els burgesos. Va preparar l'emmagatzematge d'aliments i diners per a l'inevitable setge. Per la seva part, Saladí va unir sota el seu comandament els exèrcits de Síria i Egipte, i després d'un breu i infructuós setge a Tir, el sultà va arribar als afores de Jerusalem el 20 de setembre.

## El setge
Les negociacions es van portar a terme entre Saladí i Balian d'Ibelin mitjançant Yusuf Batit, un dels clergues ortodoxos orientals, que havien estat reprimits en gran part sota domini cristià llatí i sabia que tindria més llibertat si la ciutat es tornés a mans musulmanes. Saladí preferia prendre la ciutat sense vessament de sang, però els de dintre es negaven a abandonar la seva ciutat santa, assegurant que la destruirien en una lluita fins a la mort en comptes de veure-la lliurada pacíficament. Així va començar el setge.
L'exèrcit de Saladí es va enfrontar a la Torre de David i la Porta de Damasc. Els seus arquers fustigaven contínuament les muralles amb les seves fletxes. Van arrossegar les màquines de setge fins als murs, però eren empeses de nou cada cop. El 26 de setembre, Saladí va traslladar el seu campament a un altre lloc de la ciutat, al Bosc de les Oliveres, on no hi havia porta des de la qual els croats poguessin contraatacar. Les parets van ser picades constantment per màquines de setge, catapultes, foc grec, ballestes i projectils. Una part de la paret estava minada, i es va esfondrar el 29 de setembre. Els croats no van poder expulsar les tropes de Saladí lluny de l'escletxa, però al mateix temps, els musulmans no van poder penetrar en la ciutat. Els musulmans eren molt més nombrosos que els croats, i com només havia unes quantes dotzenes d'homes capaços de dur armes i defensar les muralles, no era possible trobar més homes, fins i tot en el cas de la promesa d'una enorme paga.
Els civils estaven en gran desesperació. D'acord amb un passatge escrit per Ernoul, possiblement un escuder de Balian, en la continuació de la crònica de Guillem de Tir, el clergat havia d'organitzar una processó descalços al voltant de les muralles, com havia fet el clergat fora dels murs en la Primera Croada, el 1099. En el Mont Calvari, les dones van tallar el cabell dels seus fills i després feien una immersió profunda dels caps en piques d'aigua freda. Aquestes penitències tenien com a objectiu treure la ira de Déu fora de la ciutat, però "… Nostre Senyor no es va dignar a escoltar les oracions o el soroll que es va fer en la ciutat. Pel repugnant pudor d'adulteri, de l'extravagància i del pecat contra natura, Déu no deixà lloc a les seves oracions."

### Negociacions entre Balian i Saladí
A la fi de setembre, Balian va cavalcar amb una ambaixada a reunir-se amb el sultà, oferint el lliurament al qual s'havien negat inicialment. Saladí no acceptaria això, en veure que a mesura que parlava, els seus homes escalaven les parets i plantaven les seves banderes. Aviat, no obstant això, els croats repel·lien l'atac. Saladí va acceptar, i els dos estaven d'acord que la ciutat es lliuraria a Saladí pacíficament. El sultà va permetre un rescat de vint besants per cada home, deu per cada dona, i cinc pecada nen, però els qui no poguessin pagar la llibertat serien esclavitzats. Balian va argumentar en va que hi havia moltes persones que no podrien pagar, ja que potser hi havia fins a 20.000 refugiats d'altres parts del regne.
Després de tornar a Jerusalem, es va decidir que set mil habitants pobres podrien ser rescatats amb diners procedents de la tresoreria que Enric II d'Anglaterra havia establert allí, i que estava sent vigilada pels Hospitalers. Aquests diners estaven destinats a ser usats per Enric en una peregrinació o una croada, en penitència per l'assassinat de Tomàs Becket, però el rei mai va arribar, i el seu tresor ja havia estat utilitzat per pagar mercenaris abans de la batalla de Hattin.
Balian es va reunir de nou amb el sultà Saladí per baixar el rescat a deu besants per home, cinc per dona i un per nen. Balian va argumentar que aquest preu encara era massa gran, i Saladí va proposar un rescat de 100.000 besants per a tots els habitants. Balian va pensar que això era impossible, i Saladí va dir que un rescat de set mil persones no seria inferior a 50.000 besants. Finalment es va decidir que Saladí alliberaria els set mil per 30.000 besants; es va permetre que dues dones o deu nens poguessin ocupar el lloc d'un home pel mateix preu.

### Lliurament de Jerusalem
Balian va lliurar les claus de la Torre de David, la ciutadella, el 2 d'octubre. Es va anunciar que tots els habitants tenien al voltant d'un mes per a pagar el seu rescat, si podien (el temps tal vegada va anar de 30 a 50 dies, depenent de la font que ho narra). Saladí va ser generós i va alliberar alguns dels que estaven destinats a l'esclavitud; Safadí, el seu germà, va fer el mateix, i Balian i Heracli van pagar la llibertat de molts altres amb els seus propis diners. Es van oferir com a ostatges per a la resta dels ciutadans (almenys diversos milers) els rescats dels quals no s'havien pagat, però Saladí s'hi va negar.
Saladí va permetre una marxa ordenada de Jerusalem i va impedir el tipus de massacre que s'havia produït quan els croats van prendre la ciutat el 1099. Els habitants rescatats van marxar lluny en tres columnes; els templers i hospitalers van dur a les dues primeres, amb Balian i el patriarca liderant la tercera. Es va permetre a Balian reunir-se amb la seva esposa i família a Trípoli. Es va permetre a Heracli evacuar diversos tresors d'esglésies i relíquies, fet que va escandalitzar al cronista musulmà Imad ad-Din al-Isfahani, malgrat que ja havia contribuït als rescats.

## Conseqüències
Saladí va perdonar la vida a tots els cristians i finalment va entrar a la mesquita de la Roca, el tercer lloc més sagrat de l'islam, després de La Meca i Medina i a Sibil·la de Jerusalem se li va permetre escapar a Trípoli amb les seves filles.
La reconquesta de Jerusalem per Saladí significà el col·lapse gairebé total del Regne de Jerusalem. Alguns dels refugiats es van dirigir primer a Trípoli, on se'ls va negar l'entrada i van ser despullats de les possessions que havien pres amb ells a Jerusalem. Molts d'ells van anar a Antioquia de l'Orontes, Cilícia, i a l'Imperi Romà d'Orient. Altres refugiats van marxar a Egipte, i es va permetre embarcar en bucs italians que van partir cap a Europa.
Saladí va permetre peregrinacions cristianes a Jerusalem, i que l'Església del Sant Sepulcre romangués en mans cristianes. Per a consolidar les reclamacions musulmanes a Jerusalem, molts llocs sagrats, inclòs el que ara es coneix com a mesquita d'Al-Aqsa, es va fer un ritual amb aigua purificada. Va seguir la captura d'una sèrie d'altres castells que es mantenien en contra d'ell, inclosa la fortalesa de Belvoir, el Crac de Moab, i Montreal, i va tornar a assetjar a la ciutat de Tir per segona vegada.
Mentrestant, les notícies de la desastrosa derrota de Hattin, van ser portades a Europa per Josies, arquebisbe de Tir, i per altres pelegrins i viatgers, mentre que Saladí va seguir en la conquesta de la resta del regne en tot l'estiu del 1187. Immediatament, es va fer plans per a una nova croada; el 29 d'octubre, el papa Gregori VIII va emetre la butlla Audita tremendi, fins i tot abans que hagués sentit parlar de la caiguda de Jerusalem. Al Regne d'Anglaterra i a França, els delmes de Saladí van ser promulgats amb la finalitat de finançar les despeses. La posterior Tercera Croada no es va engegar fins a 1189, en tres contingents dirigits per Ricard Cor de Lleó, Felip August, i Frederic Barba-roja.